# Cubana

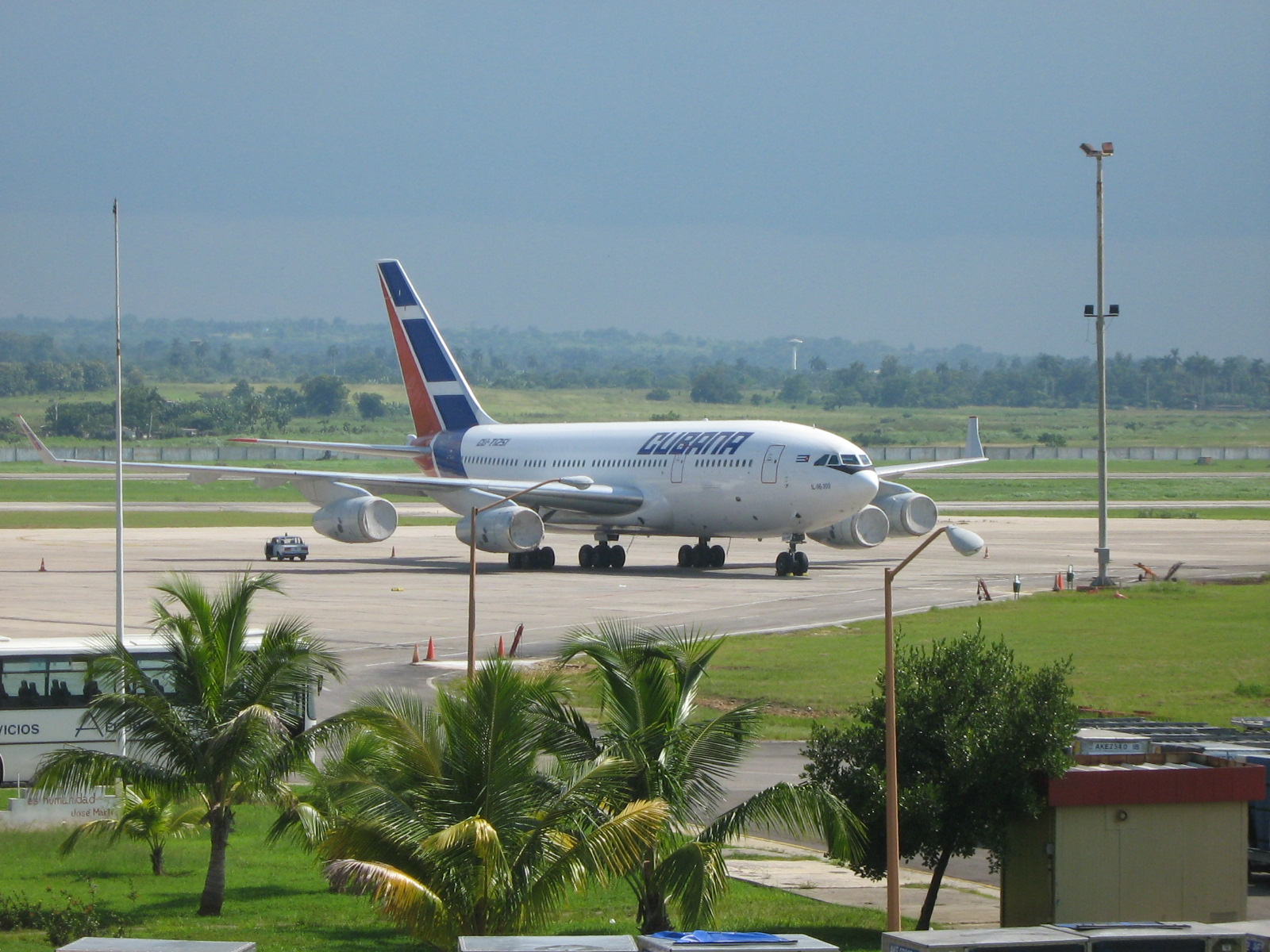
IL-96-300 de la compagnie aérienne Cubana sur l'aéroport international de la Havane.

Cubana, en espagnol : Cubana de Aviación, SA, est la compagnie aérienne nationale cubaine. Elle a été fondée le 8 octobre 1929 et a son siège à La Havane. Son aéroport principal est l'Aéroport international José-Martí situé à 15 km au sud-ouest de La Havane. Cubana est une des fondateurs et membre de l'International Air Transport Association (IATA), de la SITA et de l'Association Internationale des Transports Aeriens d'Amérique Latine (AITAL).
Cubana a 32 représentations internationales et 13 agences à Cuba. Depuis 1959, la compagnie est propriété intégrale du gouvernement et son nom officiel est Cubana de Aviación S.A.. Avant cette date, Cubana était une compagnie privée détenue par des investisseurs cubains.

## Flotte

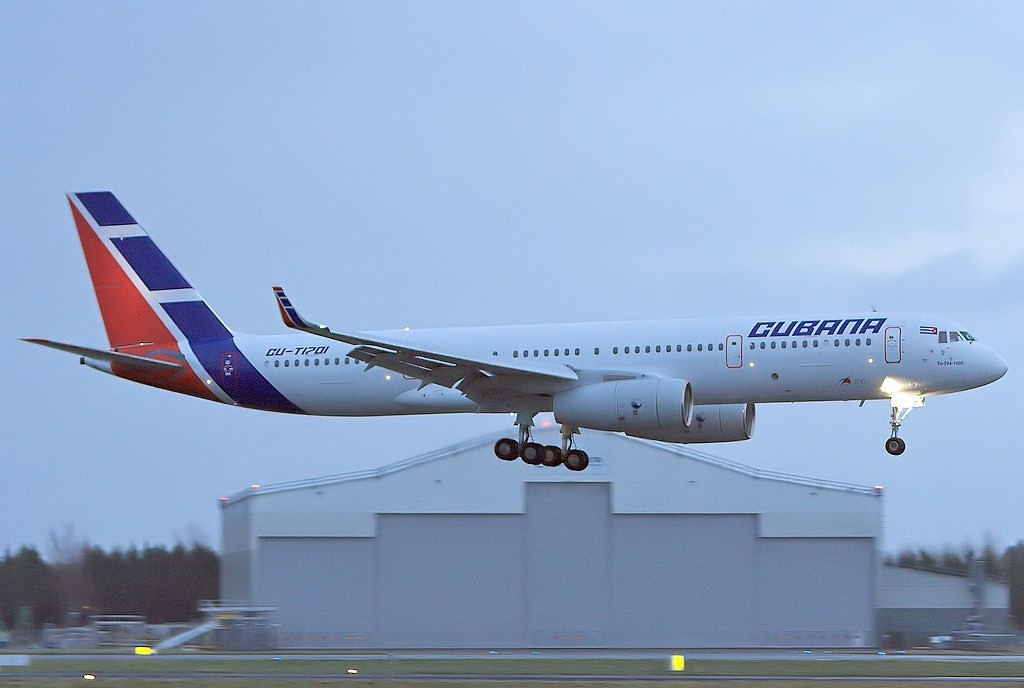
Un TU-204 de Cubana à atterrissage.

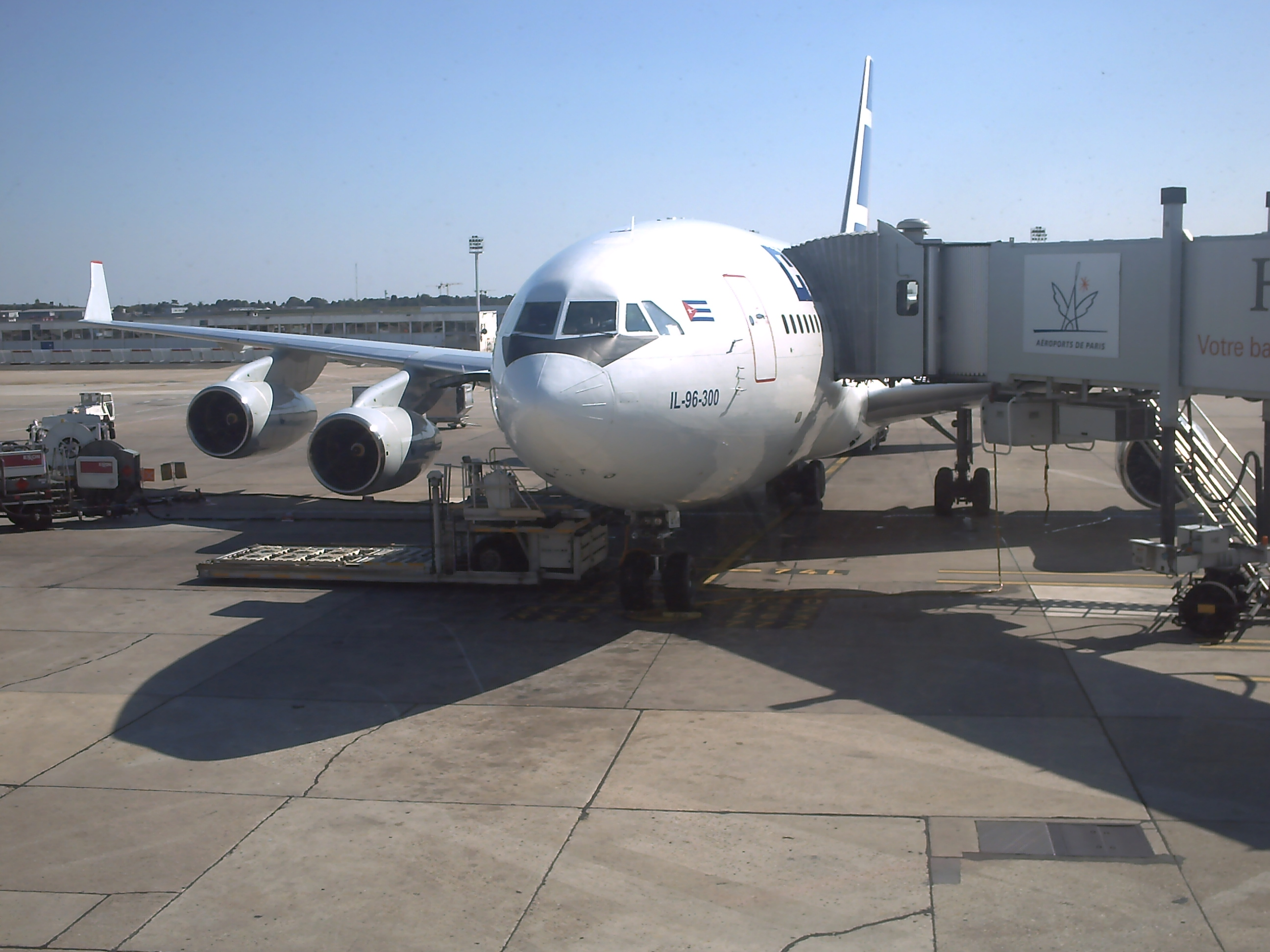
IL 96-300 à l'aéroport de Paris-Orly.

En octobre 2020, Cubana exploite la flotte suivante :

## Accidents et incidents
- Vol 493 Cubana de Aviación (en) (1951)
- L'attentat contre le Vol Cubana 455, effectué en 1975 par Luis Posada Carriles[3].
- Vol Cubana 9646 (1989)
- Vol Cubana de Aviación 389 (1998)
- Vol Cubana de Aviación 1216 (1999)
- Vol Aero Caribbean 883 (2010)
- Crash du vol Cubana 972 en 2018.